# Apteroleiopus apterus
Apteroleiopus apterus là một loài bọ cánh cứng trong họ Cerambycidae.